# 雷鸣鸟
雷鸣鸟（学名：Brontornis）是一种生活在早至中中新世阿根廷的，已灭绝的，不会飞的大型鸟类，传统上被认为属于恐鹤科。且其毫无疑问是最重的恐鹤科成员，是美洲曾经存在过的最重的鸟类，也是有史以来最大的鸟类之一。但一项2021年的研究指出，雷鸣鸟可能与属于鸡雁小纲加斯顿鸟形目的驰鸟有着更近的亲缘关系。

## 分类

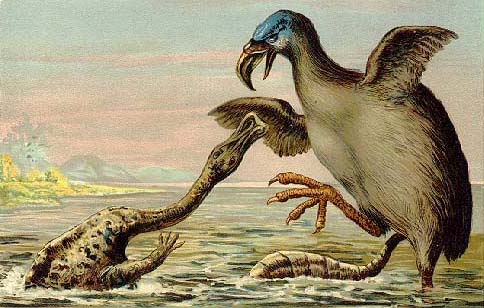
过时的旧复原图：一只鸭嘴龙正在攻击雷鸣鸟

第一具雷鸣鸟的化石由古生物学家 弗朗西斯科·莫雷诺(Francisco Moreno)和 阿尔西德·梅塞拉特(Alcides Mercerart)于1891年描述。这些标本包括左股骨、胫跖骨、腓骨和跗跖骨，均来自阿根廷圣克鲁斯省的圣克鲁斯组(Santa Cruz Formation)。同一篇论文中，两个同一地区的胫跗骨标本也被归入了雷鸣鸟属。不知为何，莫雷诺和梅塞拉特也命名了现在看来与雷鸣鸟特征几乎一样的Rostrornis floweri，这一物种有以下标本：各种喙和颅骨碎片、七块椎骨和椎骨碎片、股骨头、左股骨下部、右胫骨外髁。一些缺少详细描述的其他标本也被归入其中。这些化石发现于早中新世的 蒙特利昂(Monte León)组，这也是唯二有这一类群存在的组之一。包括一块方骨在内的一些其他化石也被莫雷诺和梅塞拉特于1891年归入雷鸣鸟属之中，但这种划分是有争议的。1893年，梅塞拉特命名了另一个与雷鸣鸟相似的物种：Stephanornis princeps，但是其化石标本已经丢失，导致人们无法对其归属进行进一步分析。1895年，莫雷诺的竞争对手 佛罗伦蒂诺·阿米希诺(Florentino Ameghino)基于在蒙特利昂发现的四块趾骨命名了雷鸣鸟属的新种：Brontornis platyonyx。这一物种目前已经成为伯氏雷鸣鸟的异名。阿米希诺还于1967年还根据与雷鸣鸟相似的胫跗骨、跗跖骨和两个趾骨命名了Liornis floweri。Liornis minor也在这一年被认定为异名，但随后被认定为曲带恐鹤的异名。 Callornis giganteus，另一个由阿米希诺命名的物种，可能也是雷鸣鸟的异名或其近亲。最近，因为雷鸣鸟属的支序地位和分类地位开始出现争议，一些目前被认定为雷鸣鸟的标本的地位也开始出现争议。

### 发展

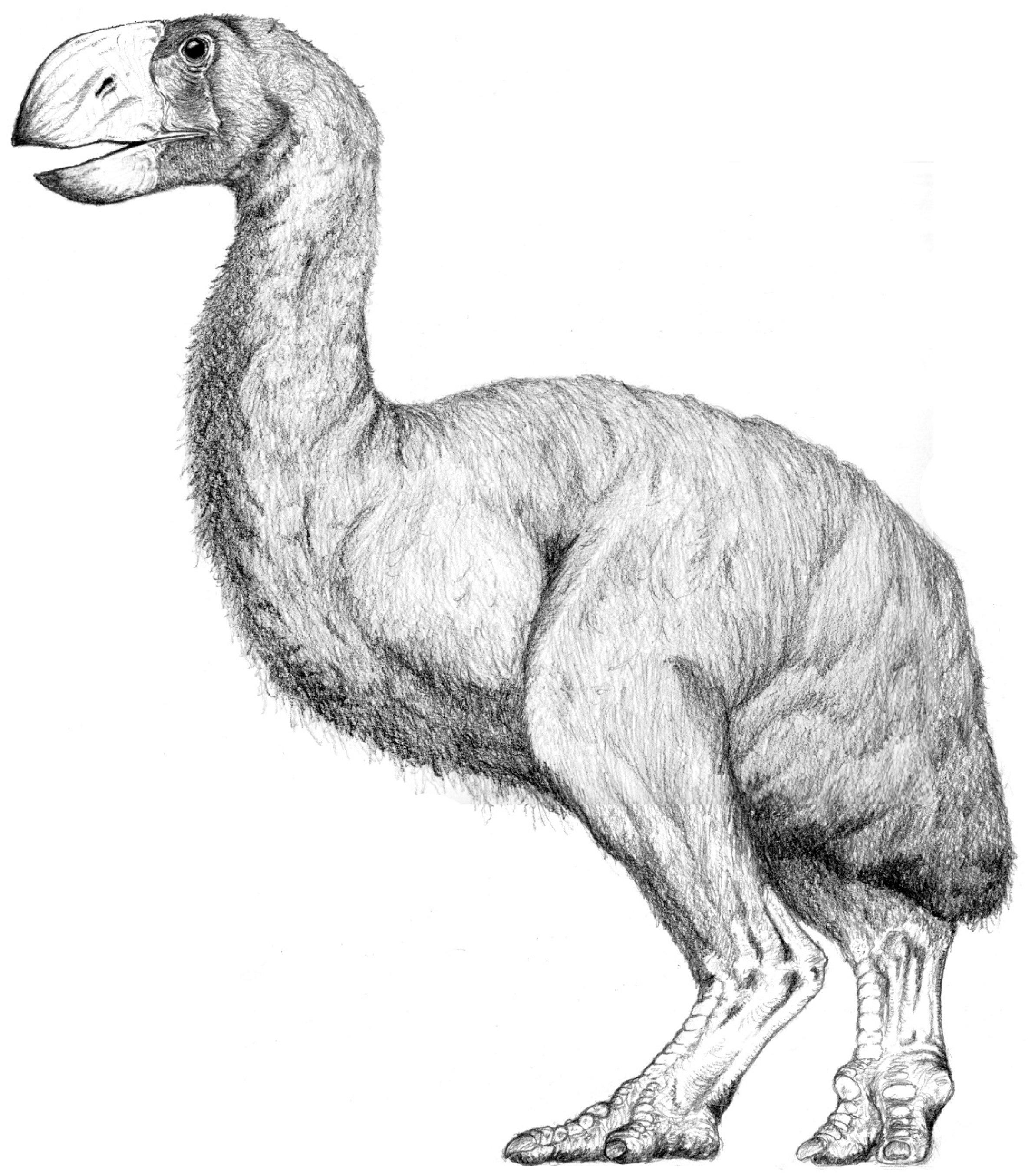
雷鸣鸟的复原图

近期的研究对“雷鸣鸟属于恐鹤科”这一传统观点提出了质疑。雷鸣鸟可能实际上是鸡雁小纲的一员，而传统意义上被归属于雷鸣鸟亚科(Brontornithinae)的鸣恐鹤和副鸣恐鹤则是真正意义上的恐鹤。这一亚科目前已被建议更名为鸣恐鹤亚科(Physornithinae)，而应当以强壮鸣恐鹤（学名：Physornis fortis）为这一亚科的模式种。如果这一结论正确，那么将存在三类大型的基干雁形类，分化先后顺序排列如下：先是加斯顿鸟类，然后是雷鸣鸟，最后是生活在澳洲的驰鸟类。然而，也有其他的研究说明雷鸣鸟的胸椎于恐鹤更相似，这或许支持了将雷鸣鸟划入恐鹤科的旧式分类。
雷鸣鸟属是鸟纲下的一个属，有些时候会将其放入单独的一科——雷鸣鸟科（学名：Brontornithidae）。这些生活在中新世南美洲的体型巨大的不飞鸟仅基于若干零碎的材料。而标本的零碎也导致了雷鸣鸟和“雷鸣鸟科”的准确支序地位非常不确定，且经常发生变化。雷鸣鸟在传统上被划入恐鹤科，对其准确分类有很多种看法。在多次系统学研究之后，有的人认为雷鸣鸟野可能属于基干的雁形目。还有的观点认为，雷鸣鸟应该是叫鹤目（包含了现代叫鹤、恐鹤及其近亲的分类群）的姊妹群。自从雷鸣鸟科的概念被引入以来，这个科常常被认为是单属，甚至单种的。 一些研究者也指出过一些可能的雷鸣鸟亲属，单这些标本大部分都已经被视为雷鸣鸟或曲带恐鹤的异名。然而在玻利维亚的渐新世岩层中，人们发现了与雷鸣鸟相似的胫跗骨标本，这使其成为了已知最早的雷鸣鸟科记录。
传统意义上，来雷鸣鸟常常背视为已灭绝的恐鹤科的一员。恐鹤科在南美的发展相当繁盛，从较小的裸翼鸟到体型巨大的卡林肯恐鹤，不同体型的恐鹤占据着多样的生态位。这些鸟类与现存的叫鹤关系较近，两者的形态有所相似，例如两者都有带弯钩的喙和弯曲且带有利爪的脚趾，它们得以成为凶猛的掠食性鸟类。在恐鹤科之中，雷鸣鸟常被放在自己的亚科——雷鸣鸟亚科之中，这是群体型相当巨大的恐鹤，还包含了诸如鸣恐鹤和副鸣恐鹤这样的成员。2003年，赫库兰尼姆·M·F·阿尔瓦伦加(Herculano M. F. Alvarenga)和 伊丽莎白·霍夫林(Elizabeth Höfling)的研究支持了将雷鸣鸟分入恐鹤科的观点，主要是基于其强壮的下颌和相似的跗跖骨。而在2007年，费德里科·L·阿格诺林(Federico L. Agnolin)的研究否认了这一观点，因为这些特征也出现在诸如部分雁形类（驰鸟）的早期陆生鸟类之中。根据研究，因为中段胫跗骨的相似等特征，雷鸣鸟相较于恐鹤可能与雁形目鸟类关系更近，阿格诺林因此将雷鸣鸟的支序位置移动到了基干雁形目。
传统上，鸣恐鹤和副鸣恐鹤常被视为雷鸣鸟的近亲，三者组成了雷鸣鸟亚科，划分在恐鹤科之下，当然这个亚科有时也会被称为鸣恐鹤亚科。这种分类方法曾广受研究人员青睐，但自从 玛蒂尔德·多尔戈波尔·代·賽斯(Mathilde Dolgopol de Sáez)于1927年将其视为雁形目和加斯顿鸟的近亲以来，对雷鸣鸟分类地位的讨论便开始了。自阿格诺林重拾这一观点之后，越来越多的古生物学家开始支持“雷鸣鸟属于雁形目”这一观点，当然，也有人并不赞同这种说法。
2011年，一次对恐鹤科的支序学研究基于对胸椎形态的分析认为雷鸣鸟属于恐鹤科的观点仍然合理。而在2020年，又有研究建议应当将雷鸣鸟置入雁形类。
一些其他的支序学研究也表明雷鸣鸟的结构更像雁形类。雷鸣鸟常被提到缺少胫跗骨下关节骨桥突出这一特征，此特征通常出现在恐鹤之中。此外，雷鸣鸟的下颌粗壮厚实且短，与恐鹤修长的下颌骨有着显著差异，再次说明雷鸣鸟不属于恐鹤。根据已有的研究，雷鸣鸟与恐鹤下颌形状的差异也导致了两者食性的区别。
然而，一项2017年的研究认为雷鸣鸟应当是叫鹤目的姊妹群，雷鸣鸟与恐鹤关系较近，但它们并不属于恐鹤科。研究认为先前的研究误将跗跖骨的结构作为了雷鸣鸟分类的重要抓手，先前的研究只运用了很少的雷鸣鸟标本。然而一项2021年的研究再次将雷鸣鸟归入了加斯顿鸟形目。
总之，雷鸣鸟的分类充满争议，主要有：属于叫鹤目恐鹤科，属于叫鹤目姊妹群，属于基干雁形目，属于基干雁形类（加斯顿鸟形目）四种观点。雷鸣鸟的准确分类地位仍有待进一步讨论。

## 描述

### 体型

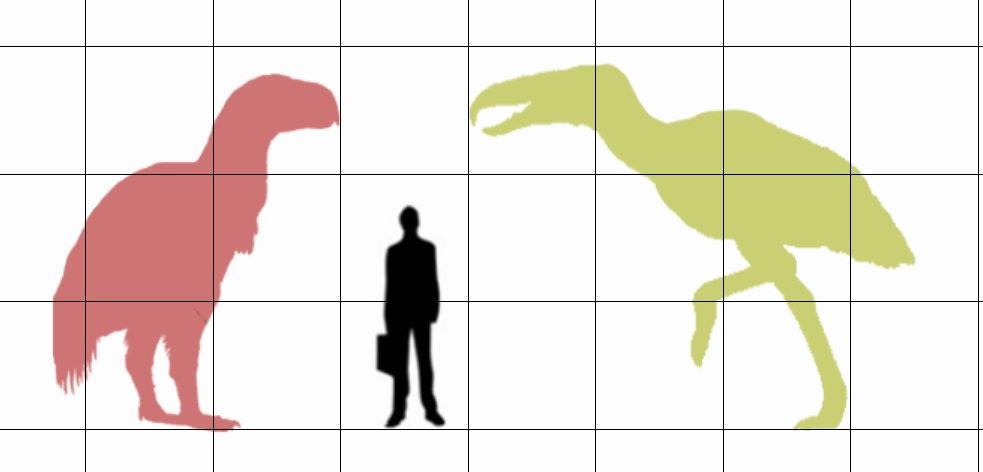
雷鸣鸟(左)与卡林肯恐鹤(右)、人类的体型对比

根据已发现的标本，雷鸣鸟身高可达2.8米。因为粗壮的骨骼，其体重可达350-400公斤或319-350公斤，然而，雷鸣鸟发现的标本间个体差异较大，基于跗跖骨的推算，一些个体之间的体型差异可以达到33％。一项对同一地区两个雷鸣鸟个体（FM-P13259和MLP-91）跗跖骨的对比表明两者跗跖骨仅存在大小差异（前者比后者小约三分之一），两者结构几乎完全一致。通常观点认为这种现象属于诸如两性异形的种间差异。但也有人认为这说明它们属于两种不同的雷鸣鸟。
雷鸣鸟是有史以来第五重的鸟，仅次于巨象鸟，驰鸟，巨型象鸟和厚鸵。

## 古生物学

### 食性
由于缺乏保存完好的头骨标本和标本之间的重叠，雷鸣鸟的食性仍不确定。由于先前将其视为恐鹤科的一种，一些研究认为雷鸣鸟是食腐动物。与此相应的，一些复原图给雷鸣鸟的头骨画上了具有锋利尖端的上喙，而古生物学家通常认为这种复原较为激进，因为已有的下颌标本并不具有喙尖。另一方面，一些古生物学家认为雷鸣鸟是植食动物。研究认为雷鸣鸟的下颌并不适合撕裂动物性食物。这种宽且强壮的下颌与加斯顿鸟和象鸟这种植食鸟类更为相似。同样，雷鸣鸟与恐鹤相比，雷鸣鸟缺少强壮的爪子，因此雷鸣鸟不可能像猛禽那样撕肉，这说明雷鸣鸟可能更多的取食植物性食物。根据其巨大的体型，雷鸣鸟可能生活在开阔地带，因为它们已被证明生活在圣克鲁斯组。 与胫跗骨相比，其跗跖又短又宽，表明它们的运动相对速度较慢，以此适应其巨大的体型。 